# Mike Baird
Michael Baird (South Gate, 18 maggio 1951) è un batterista statunitense.

## Biografia
Dopo numerose partecipazioni e collaborazioni come batterista, Baird è diventato un tecnico di studio di registrazione con esperienze in ambito televisivo, cinematografico e commerciale.
Come strumentista ha lavorato con Bob Dylan, Joe Cocker, Rita Coolidge, Ricky Martin, Céline Dion, Richie Havens, Paul Anka, Yvonne Elliman, Cher, Art Garfunkel, Syreeta Wright, Riccardo Cocciante, Sheena Easton, Miguel Bosé, Randy Crawford, Neil Diamond, Dionne Warwick, Barbra Streisand, Donna Summer, Kenny Rogers, Irene Cara, Natalie Cole, Michael Bolton.
È apparso sulla scena italiana nel settembre 2001, accompagnando Vasco Rossi nelle sue tournée italiane. Alla fine del Buoni o cattivi tour, conclusosi nel settembre del 2005, è stato sostituito da Matt Laug.

## Discografia parziale
Con Hall & Oates
- Daryl Hall & John Oates (1975)

Con Jamie Owens
- Growing Pains (1975)

Con Paul Anka
- Headlines (1979)
- Walk a Fine Line (1983)

Con Bob Dylan
- Down in the Groove (1988)

Con Rodney Crowell
- Street Language (1986)

Con Airborne
- Airborne (1979)

Con George Benson
- Twice the Love (1988)

Con Juice Newton
- Can't Wait All Night (1984)
- Ain't Gonna Cry (1989)

Con Peabo Bryson
- Peace on Earth (1997)

Con Natalie Cole
- Everlasting (1987)

Con Sheena Easton
- Best Kept Secret (1983)
- My Cherie (1995)

Con Airplay
- Airplay (1980)

Con Barbra Streisand
- Back to Broadway (1993)

Con Livingston Taylor
- Three Way Mirror (1978)

Con Michael Bolton
- The Hunger (1987)

Con Nigel Olsson
- Nigel Olsson (1978)
- Nigel (1979)

Con Toni Basil
- Word of Mouth (1982)
- Toni Basil (1983)

Con Art Garfunkel
- Fate for Breakfast (1979)

Con Kenny Loggins
- Back to Avalon (1988)
- Leap of Faith (1991)

Con Dionne Warwick
- Friends in Love (1982)

Con Al Jarreau
- High Crime (1984)

Con Irene Cara
- What a Feelin'

Con Bette Midler
- Bette of Roses (1995)

Con Syreeta Wright
- Syreeta (1980)

Con Yvonne Elliman
- Night Flight (1978)

Con Neil Diamond
- Heartlight (1982)

Con America
- Alibi (1980)

Con Cherie & Marie Currie
- Messin' with the Boys (1980)
- Messin' with the Boys  (re-released, 1997)
- Young and Wild (1998)

Con Donna Summer
- She Works Hard for the Money (1983)
- Cats Without Claws (1984)

Con Randy Crawford
- Now We May Begin (1980)

Con Rick Springfield
- Success Hasn't Spoiled Me Yet (1982)
- Living in Oz (1983)
- Hard to Hold|Hard to Hold (Soundtrack) (1984)
- Tao (1985)
- Karma (1999)

Con Cher
- Prisoner (1979)

Con Van Stephenson
- Righteous Anger (1984)
- Suspicious Heart (1986)

Con Céline Dion
- Let's Talk About Love (1997)

Con Eddie Money
- Can't Hold Back (1986)
- Nothing to Lose (1988)
- Right Here (1991)

Con Riverdogs
- Riverdogs (1988)

Con Rita Coolidge
- Anytime...Anywhere (1977)
- Love Me Again (1978)

Con Richard Marx
- Repeat Offender (1989)
- Rush Street (1991)

Con Billy Idol
- Charmed Life (1990)

Con Richie Havens
- The End Of The Beginning (1976)

Con Joe Cocker
- Cocker (1986)
- Night Calls (1991)

Con Kenny Rogers
- We've Got Tonight (1983)
- They Don't Make Them Like They Used To (1986)

Con i-Ten
- Taking a Cold Look (1983)

Con Yumi Matsutoya
- The 14th Moon (1976)

Con Prism
- Beat Street (1983)